# Западно заешко кенгуру
Западното заешко кенгуру (Lagorchestes hirsutus), също западно зайцеподобно кенгуру е вид бозайник от семейство Кенгурови (Macropodidae). Видът е световно застрашен, със статут уязвим.

## Разпространение
Разпространен е в Австралия.